# Mephritus flavipes
Mephritus flavipes là một loài bọ cánh cứng trong họ Cerambycidae.